# Schizothorax prophylax
Schizothorax prophylax är en fiskart som beskrevs av Pietschmann, 1933. Schizothorax prophylax ingår i släktet Schizothorax och familjen karpfiskar. Inga underarter finns listade i Catalogue of Life.